# Queso de Peña Tú
El queso de Peña Tú es un tipo de queso elaborado en el Principado de Asturias (España).

## Elaboración
Se coge la leche de vaca recién ordeñada, se calienta hasta los 22 °C y se le añade el cuajo. La masa cuajada se pone a reposar durante 12 horas. Pasado este tiempo se introduce en los moldes, una vez metida se deja reposar. Se sala por frotación por las caras exteriores. Una vez concluido este paso se deja madurar durante dos meses.

## Características
Es un queso blando. El interior o pasta es de color amarillo claro. Es un queso cilíndrico de pequeño tamaño pues las piezas son de medio kilo.

## Zona de elaboración
Este queso se elabora en la aldea de Prunales, parroquia de Castiello, concejo de Parres. Está elaborado en la quesería de Antonio Suárez.